# Díptico

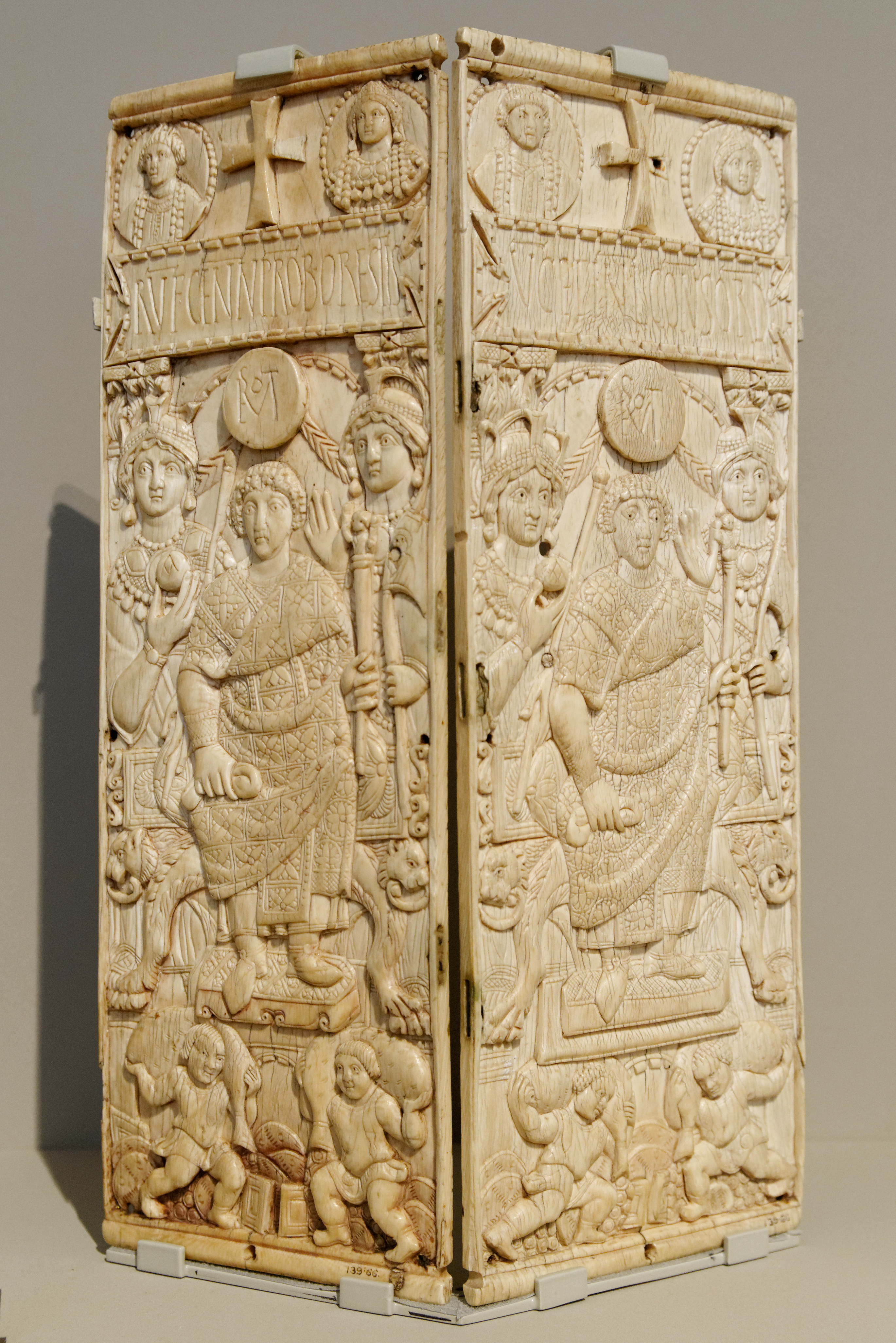
Díptico consular de Rufius Gennadius Probus Orestes hecho en Roma en el año 530.

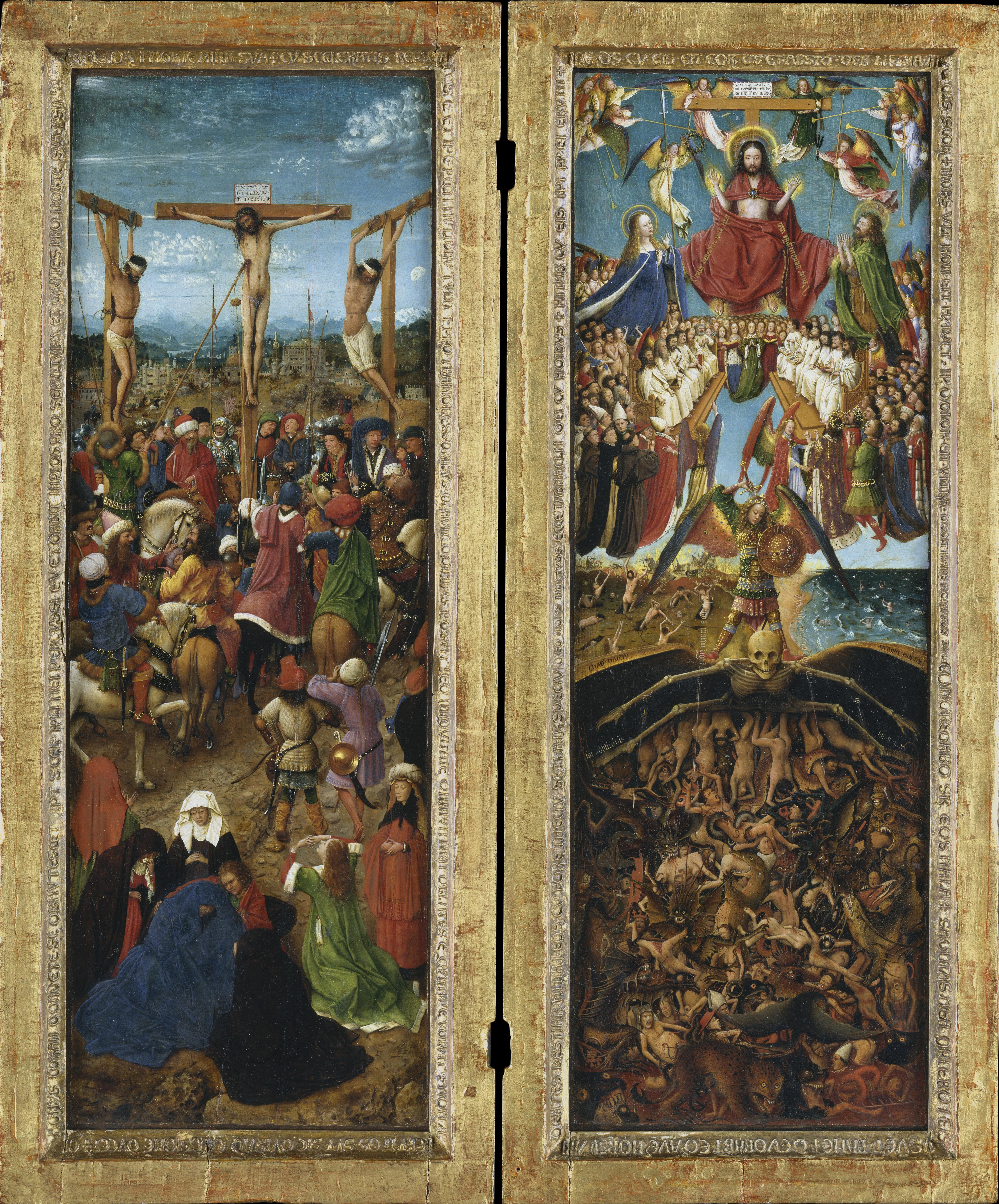
Díptico de «La Crucifixión y el Juicio Final» de Jan van Eyck.

Se conoce como dípticos (del griego δύο "dos" y πτυχή "placa") a ciertas placas de marfil, madera o metal, decoradas con relieves o pinturas y unidas de modo que puedan plegarse como las tapas de un libro. Si constan de tres hojas se denominan trípticos, y si tienen más, polípticos. Por extensión, se llama también dípticos, trípticos y polípticos a los cuadros divididos en compartimientos, aunque sean de notables dimensiones y no puedan plegarse.

## Historia
El uso de los dípticos estuvo muy en boga entre los romanos como libritos de notas y como artículos de lujo para aguinaldos. De ellos, los más notables que se conservan son los llamados consulares, que solían dar los cónsules del imperio como aguinaldo a otros personajes y a los amigos a principios de año. Tienen adornada con relieves la parte exterior de las tablitas figurando de ordinario el retrato del mismo cónsul en actitud de presidir e inaugurar los juegos públicos, arrojando al circo la mappa o pañuelo que lleva en su mano. Todos los dípticos de este tipo que se conservan son de marfil y de estilo bizantino, propios del siglo V y primera mitad del VI, siendo uno de ellos el del cónsul Apión, año 539, que se conserva en la catedral de Oviedo. Hay, no obstante, algunos otros dípticos romanos, más antiguos y sencillos que fueron de uso particular o de magistrados inferiores. 
Adoptando la Iglesia desde los primeros siglos la costumbre romana, tuvo sus dípticos eclesiásticos, adornados por fuera con asuntos religiosos y dispuestos por dentro para inscribir en ellos (ya grabándolos en la misma lámina o escribiéndolos sobre hojas de pergamino allí adheridas) los nombres de personas beneméritas ya de la jerarquía eclesiástica y civil ya de mártires y de fieles difuntos que debían tenerse presentes en la misa. Había dípticos de vivos y dípticos de difuntos que se leían durante la misa y de esta costumbre, que duró hasta el siglo XII en la Iglesia occidental y hasta el XV en la de Oriente ha quedado el recuerdo de los Mementos en el Canon de la misa y han resultado los calendarios, martirologios y necrologio.  
Antes de abandonar dicha costumbre, se introdujo en el pueblo cristiano el uso de los dípticos piadosos, los cuales se diferencian de los anteriores en llevar figuras de santos o de escenas bíblicas en la parte interior de las tapas (algunas veces, también por fuera) y por lo mismo, servían como objetos de pura devoción, a modo de retablos portátiles y pequeños oratorios. Cundieron en especial en la época gótica, siendo muchos y excelentes los que aún se conservan, labrados en marfil, desde el siglo XIII. Pero ya desde época del arte románico hubo algunos e importantes como el de la catedral de Oviedo (en la cámara Santa) que perteneció al obispo Gonzalo (1162-1175).
En la actualidad los dípticos siguen vigentes y se ocupan las técnicas modernas de impresión en papel, plástico o similares materiales que permitan el pliegue del mismo.